# 篠田みなみ・指出毬亜のちぐはぐ。
『篠田みなみ・指出毬亜のちぐはぐ。』（しのだみなみ・さしでまりあのちぐはぐ）は、2018年1月6日より2020年3月28日まで文化放送 超!A&G+で配信されていたインターネットラジオ番組。

## 番組概要
好きなもの、苦手なものがちぐはぐな声優・篠田みなみと指出毬亜がお互いの共通点を見つけながら、成長していく番組。
AG-ON Premiumでは、『ミニちぐはぐ。』と題し、毎週、篠田と指出が交互に1人トークを繰り広げている。

## 放送時間
超!A&G+
- 2018年1月6日[1] - 2020年3月28日

毎週土曜日16:30 - 17:00（収録配信）
※翌日の日曜日7:00 - 7:30にリピート配信
AG-ON Premium版
- 2018年1月13日 - 2020年4月4日

毎週土曜日正午ごろ（収録配信）

## パーソナリティ
- 篠田みなみ
- 指出毬亜

## コーナー
ふつおた
篠田、指出への質問などを募集している。
2択の質問
「犬派？ 猫派？」といった意見が分かれそうな質問を募集。毎回、オープニングで質問に対する2人の答えを発表していく。
リクエストボックス
篠田、指出、リスナーが選んだアニメソングを紹介するコーナー。
ちぐはぐプレゼン
リスナーのフェチを募集し、共感できるかどうかを篠田、指出が判定する。
ちぐはぐシアター
リスナーから、キャラクターとセリフのそれぞれを募集し、それに従って2人がエチュードを行うコーナー。
ちぐはぐチャレンジ
篠田、指出の2人が様々なチャレンジに挑戦していくコーナー。
このほか、AG-ON Premium版へのお便りも募集している。

## エピソード
- 第5回放送分から、完成した番組ロゴが使われた[4]。